# Kangasjärvi (sjö i Finland, Kajanaland, lat 64,53, long 27,87)
Kangasjärvi är en sjö i Finland. Den ligger i kommunen Paldamo i landskapet Kajanaland, i den centrala delen av landet, 500 km norr om huvudstaden Helsingfors. Kangasjärvi ligger 143,6 meter över havet. Den är 12 meter djup. Arean är 58,9 hektar och strandlinjen är 3,98 kilometer lång. Sjön  ingår i Uleälvens huvudavrinningsområde. 
I övrigt finns följande vid Kangasjärvi:
- Varsajärvi (en sjö)